# Záclonovina
Záclonovina je řídká, průsvitná textilie s otvory vytvořenými různými vazebními technikami.

## Materiál
Asi 90 % záclonovin se vyrábí z polyesterových filamentů a sice hladkých nebo tvarovaných a také z mikrovláken.
V menším rozsahu se zpracovávají efektní jednoduché a skané příze ze syntetických staplových vláken (PES, PAC) a z bavlny.

## Způsob výroby a druhy záclonovin

### Pleteniny
Nejméně 80 % záclonovin se vyrábí na osnovních pletacích strojích, s dominujícím podílem rašlů. Rašlová pletací technika obzvlášť s použitím velkého počtu kladecích lišt a žakárového ústrojí umožňuje zhotovení prakticky všech známých druhů tohoto zboží. Pleteniny se běžně vyrábí až do šířky 5 metrů.
Ke známým druhům patří: mřížkový tyl, vypalovaná krajka, organza, pletené brožé
Na osnovních pletacích automatech se dají zhotovit jen záclonoviny s jednodušším vzorováním.
Speciální pletací stroje na síťoviny pracují se dvěma systémy vedení niti. Jedna polovina nití se odvíjí z cívek, druhá polovina z člunků. Obě části se spolu zauzlují a tím je vazba zajištěna proti posuvu. Uzlíky jsou na výrobku zřetelně viditelné.
Přechod mezi záclonovinou a textilií na závěsy je tzv. inbetween. Na snímku v galerii je příklad polyesterové osnovní pleteniny o váze 123 g/m² (25 % filament / 75 % staplová plamencová příze)

### Tkané záclonoviny
Ke tkaní se používají výlučně bezčlunkové stroje s normální pracovní šířkou 145 cm. Jako u všech řídkých tkanin jsou i zde potíže s nedostatečnou stabilitou vazby (posuv nití). Teto problém se řeší perlinkovou vazbou, zvýšeným zákrutem příze nebo impregnaci hotových výrobků chemickými prostředky.
Z doby, kdy se velká část záclonovin vyráběla jako tkaniny, pochází řada názvů označujících vazební techniku nebo vzhled těchto textilií. Např. mušelín, voál, ažůr, perlinka, etamín, kloké aj.
V 21. století se vyrábí větší část tkaných záclonovin jako plisé, většinou z polyesterové příze, tkaniny jsou často povrstvené (např. hliníkem). 

### Paličkované záclonoviny
Tyto textilie se vyrábí skoro výlučně na bobinetových strojích, které jsou vybaveny nejméně třemi systémy vedení nití. Vazba záclonoviny sestává z osnovních, bobinetových a vzorovacích nití (přiváděných žakárovým ústrojím).
Vzácné, ručně paličkované krajky tzv.valenciennes se dají na bobinetových strojích k nerozeznání imitovat.

### Háčkování
Háčkovací galonové stroje se v polovině minulého století často používaly k výrobě záclonovin. Dnes se na nich vyrábí jen malá část hrubšího zboží.

### Technologie proplétání
Technologie proplétání (Malimo, Arachne) je sice vysoce produktivní a vhodná i pro výrobu záclonovin, v Evropě se však pro tento účel dnes sotva používá. 

## Vzorování
V závislosti na technologii výroby, strojovém vybavení a vazební technice mohou tyto textilie být
Nevzorované tyly – např. hrubý, jemný, hrachový, plástový, mřížovaný, „iluzorní“ apod.
Vzorované během výroby – např. na osnovních pletacích strojích se srážecím plechem, se zanášením útku nebo s pomocí žakárového ústrojí
Dodatečně vzorované:
- Vypalováním

Na směsové tkaniny nebo pleteniny, obvykle z viskózy a polyesteru, se nanáší vzory z žíraviny nebo se natisknou obrazce z rezervující chemikálie. Chemikálie spálí viskózu, zatímco polyesterová část zůstane zachována a na záclonovině se tak mohou vytvářet velkoplošné efekty
- Výšivkami

Na hladkých tylech se vytváří na vyšívacích strojích řízených počítačem ze stehů vzory podle udaného programu. Tímto způsobem se například vyšívají na rašlovém tylu napodobeniny ručně háčkovaných bruselských krajek.
- Vločkováním

Na základní pleteninu (s jemnými póry) se lepí s pomocí elektrostatického zařízení vločky z krátkých polyesterových vláken. Po sušení a fixaci jsou vločky pevně spojeny s hladkým podkladem, na kterém tvoří reliéfové obrazce.

## Nehořlavé záclonoviny
Záclony mohou podpořit rychlé šíření požáru, proto jsou v mnohých zemích předepsány pro určité místnosti (např. veřejné sály) záclonoviny z ohnivzdorných materiálů resp. textilie se sníženou hořlavostí. V EU se očekávají od roku 2010 v tom směru jednotně platné předpisy.
Snížená hořlavost se dá dosáhnout
- použitím přízí z modifikovaných vláken. Z polyesterů (na záclonoviny nejpoužívanější materiál) je to např. Trevira CS, Grisut N, Wistel. Snížená hořlavost hotové textilie je permanentní, zůstává i po vyprání.
- impregnací hotové pleteniny nebo tkaniny patřičnými chemikáliemi (např. Flamentin BKE). Tyto úpravy jsou zpravidla jen přechodné, po praní záclon se musí obnovovat.

## Ukazatelé jakosti záclonovin
K nejdůležitějším patří:
Pevnost, stabilita rozměrů a vazby (posuv nití), nemačkavost, světelná stálost (účinky světla a ultrafialového záření), odolnost proti účinkům nikotinu (žloutnutí), snadná údržba (praní a sušení).

## Galerie záclonovin

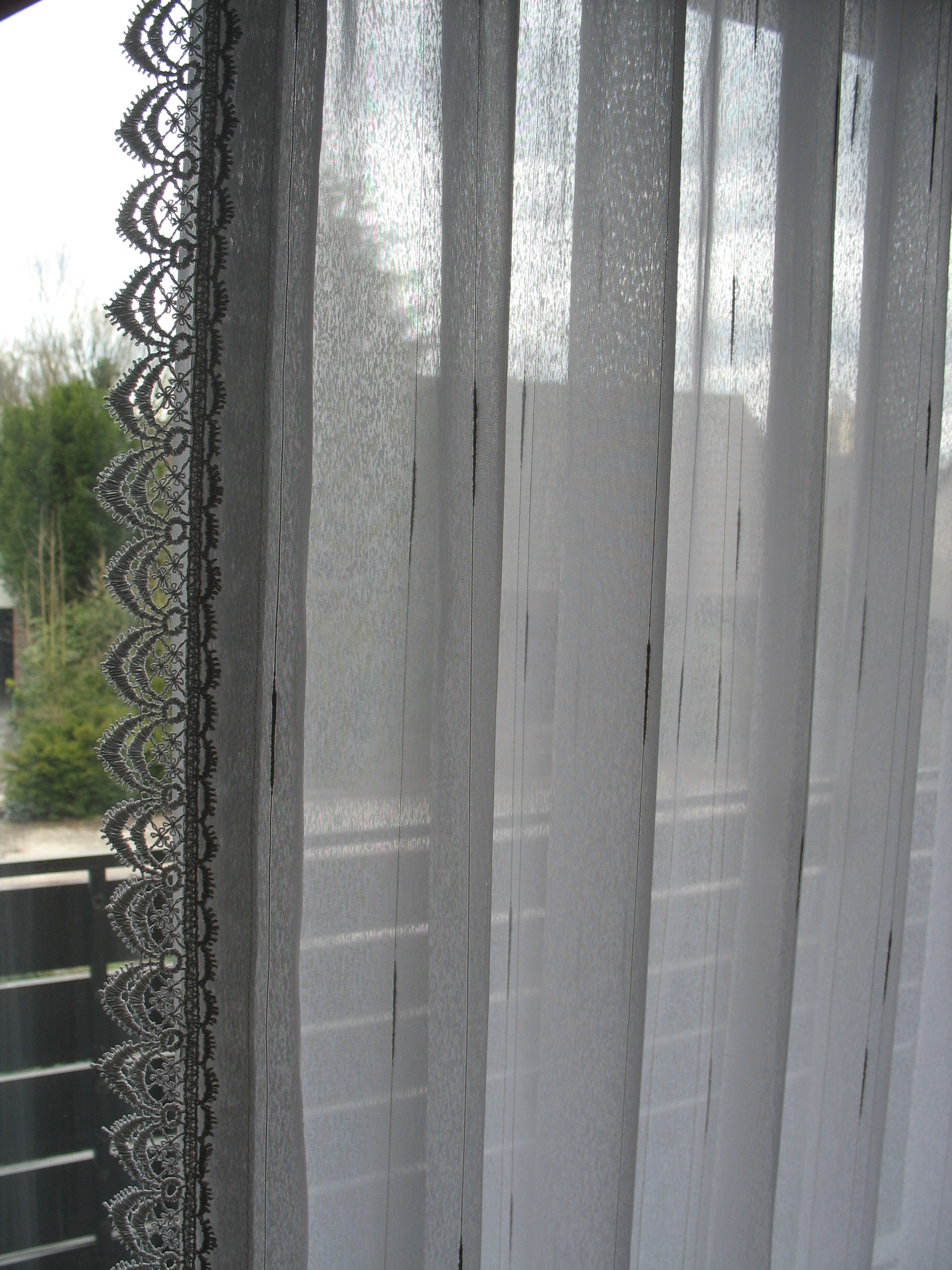
Rašlová pletenina (cca 2010)
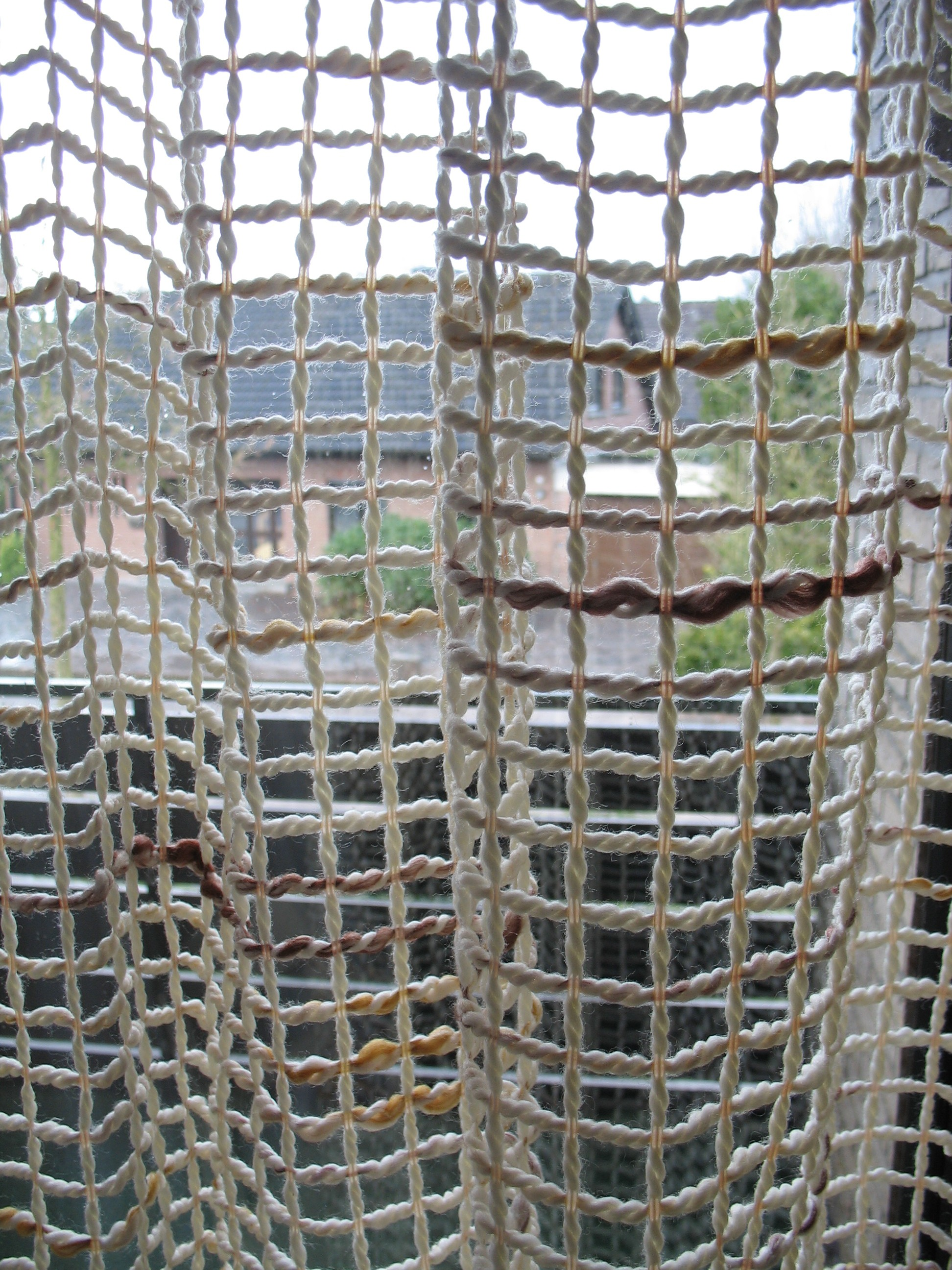
Rašlová pletenina (cca 1980)
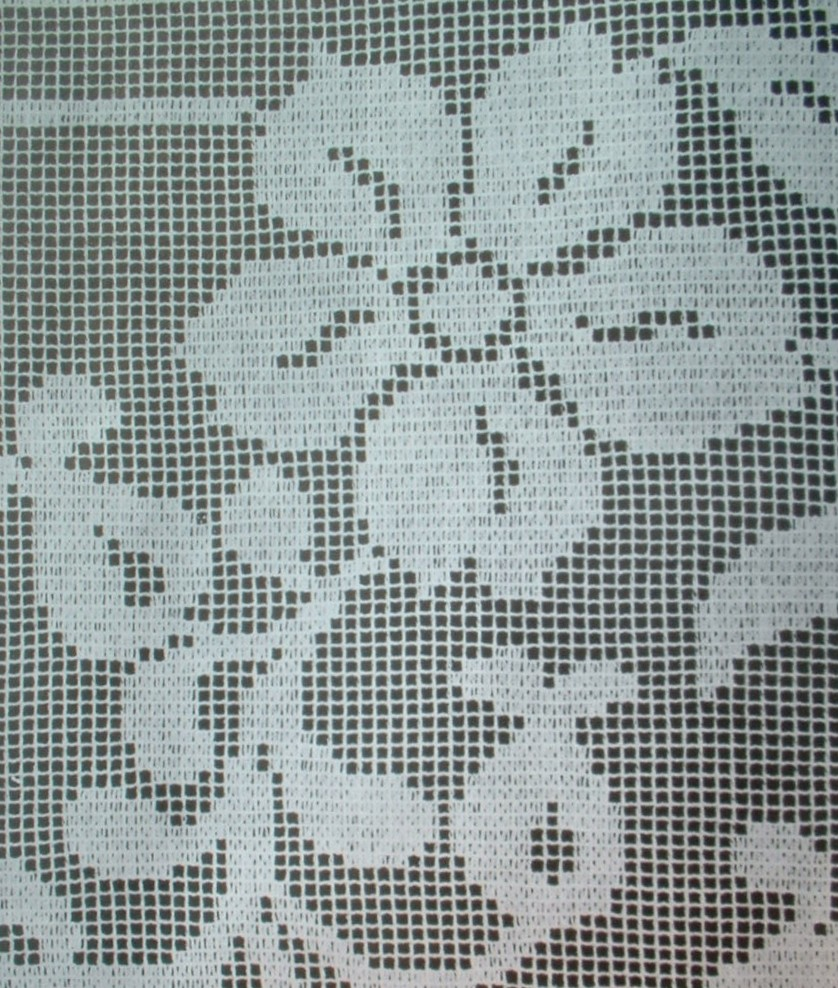
Osnovní pletenina s žakárovým vzorem: Napodobenina ručního háčkování
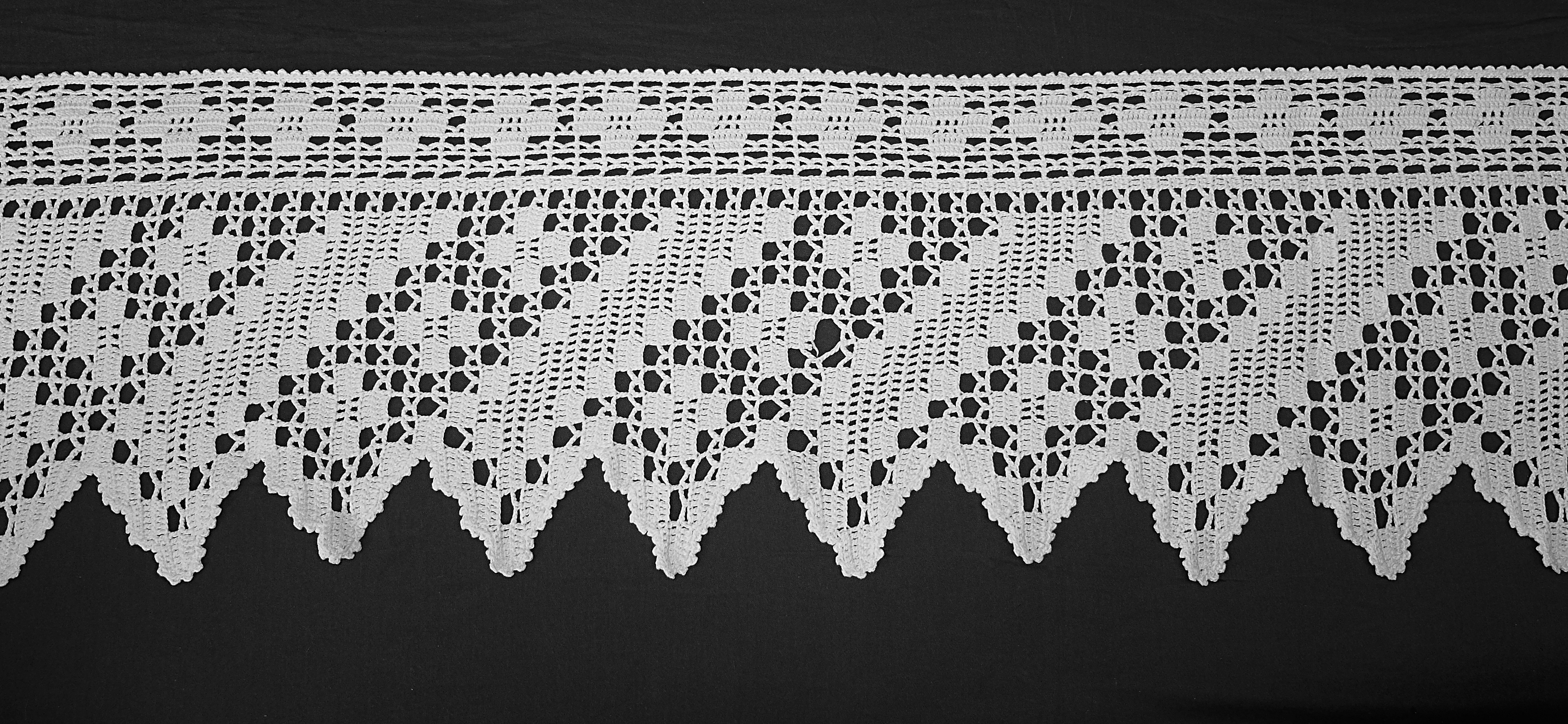
Amatérsky háčkovaná záclonka (2005)
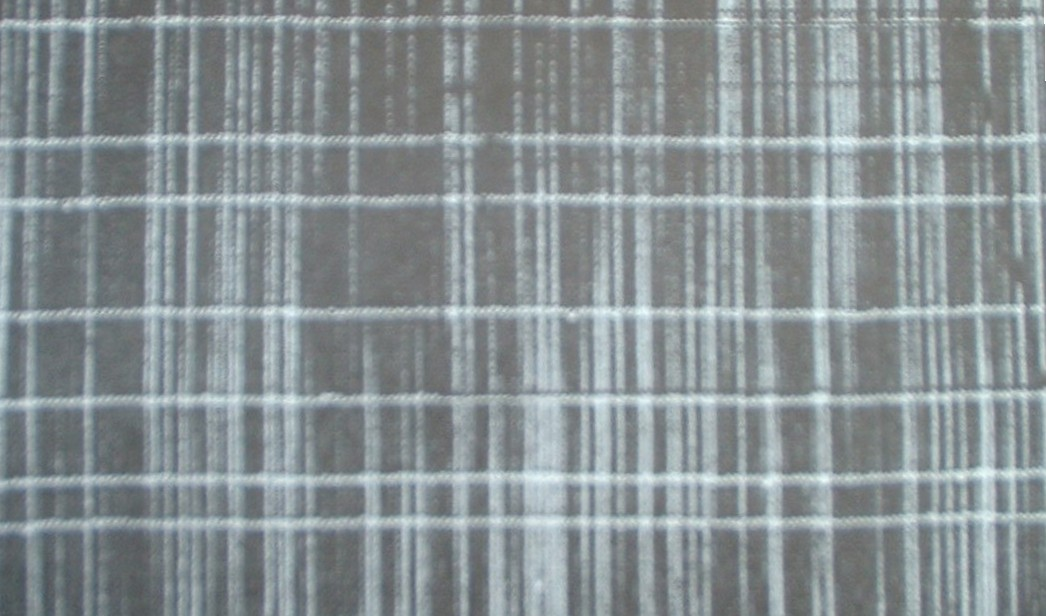
Inbetween z osnovní pleteniny s vloženým útkem
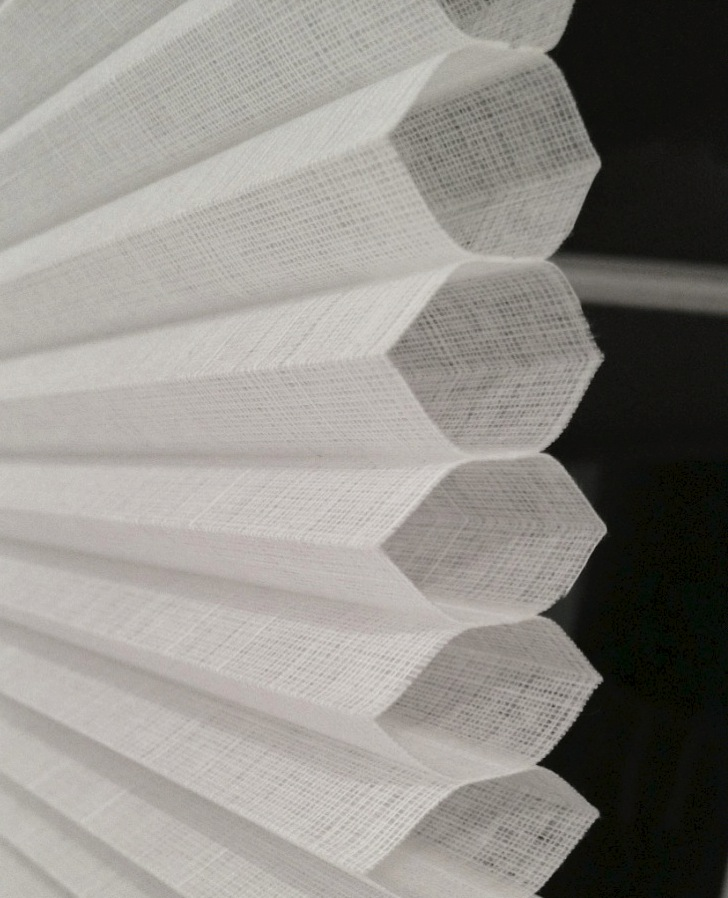
Záclonovina z plástového plisé
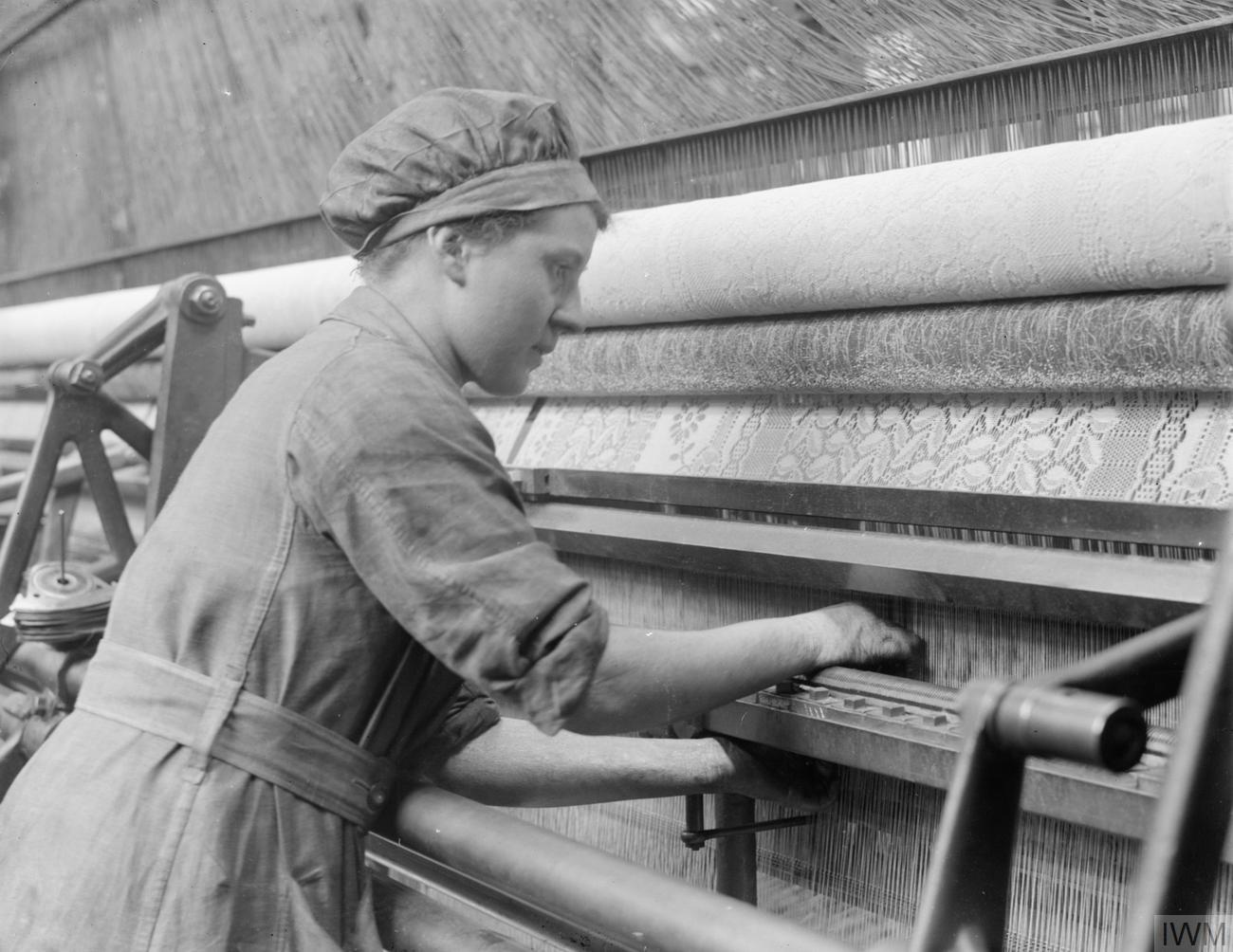
Výroba na záclonovém bobinetu (1918)
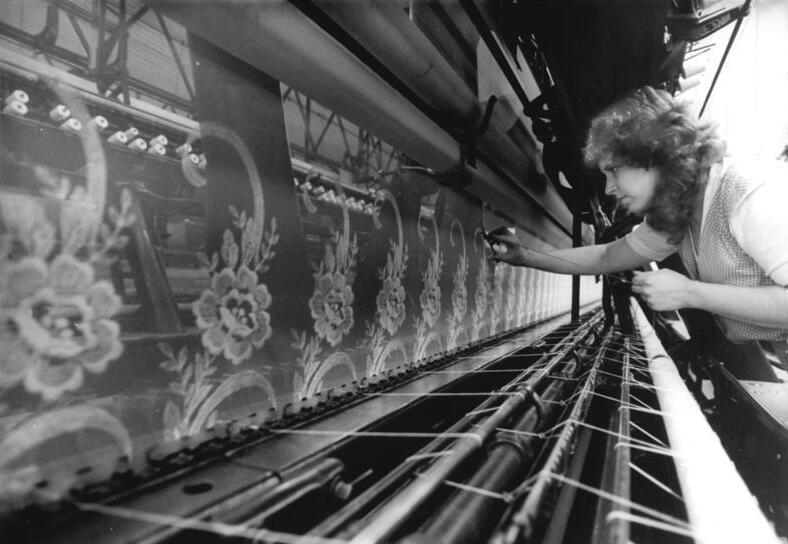
Výroba záclon na vyšívacím stroji (1989)